# Смањ
Смањ (фр. Smagne) је река у Француској. Дуга је 50 km. Улива се у Ле. 